# La Femme chocolat
Albums de Olivia Ruiz
J'aime pas l'amour
(2003) Chocolat Show
(2007)
La Femme chocolat est le deuxième album d'Olivia Ruiz, sorti le 14 novembre 2005 chez Polydor / Universal. Il s'est vendu à plus de 1 000 000 exemplaires en France et a atteint la première place du top album.

## Chansons de l'album
1. J'traîne des pieds (Olivia Ruiz / Ben Ricour)
2. La Femme chocolat (Mathias Malzieu)
3. I Need a Child (Mathias Malzieu)
4. Non-dits (Christian Olivier) – en duo avec Christian Olivier
5. Thérapie de groupe (Olivia Ruiz / Patrice Maktav)
6. La Petite Valse de Narbonne plage (Olivia Ruiz)
7. Quijote (Olivia Ruiz)
8. Cabaret blanc (Christophe Mali)
9. Goûtez-moi (Mathias Malzieu)
10. Vitrier (Chet / Jérôme Rebotier)
11. La Petite Voleuse (Juliette / arrangements : Joseph Racaille)
12. La Fille du vent (Alain Milani/Olivia Ruiz - Parker)
13. De toi à moi II (Nery/Olivier Daviaud)
14. La Molinera (Narciso Perez Leyva / arrangements Guy Marty) – morceau caché, en duo avec Didier Blanc.

## Classements
| Pays      | Meilleure position |
| --------- | ------------------ |
| France    | 1                  |
| Belgique  | 6                  |
| Allemagne | 43                 |

## Singles
- J'traîne des pieds (2005)
- La Femme chocolat (2006) : ce clip utilise la technique de l'animation en volume[4]
- Non-dits – en duo avec Christian Olivier (2007)
- Goûtez-moi ! (2007)
- Thérapie de groupe (2007)

## Certifications
| Pays   | Organisme | Certification | Niveau de certification |
| ------ | --------- | ------------- | ----------------------- |
| France | SNEP      | Diamant       | 1 100 000               |